# Angelia Ong
Angelia Gabrena Paglicawan Ong (Iloílo, Filipinas, 27 de junio de 1990) es una modelo y reina de belleza de nacionalidad chino filipina que ganó el Miss Tierra 2015, siendo así la tercera mujer de su país en obtener el título.

## Biografía
Angelia nació y se crio en el distrito de Lapuz en la Ciudad de Iloílo en 1990, pasó su infancia junto con su hermano menor criados por su madre soltera. Terminó la educación secundaria en el colegio chino-filipino de Iloílo, para luego trasdalarse a Manila y continuar con sus estudios universitarios.

## Binibining Pilipinas 2011
Angelia incursionó en el mundo de los certámenes de belleza compitiendo en Miss Filipinas en el año 2011 representando la ciudad de Iloílo, donde fue ganado por Shamcey Supsup, quien compitió posteriormente en Miss Universo 2011, colocando como tercera finalista en dicho certamen.

## Miss Tierra Filipinas 2015
El 31 de mayo de 2015 Angelia se consagró como Miss Filipinas Tierra 2015 entre 37 aspirante a la corona filipina. Le dedicó su título nacional a su madre, ya que se siente orgullosa de ella.

## Miss Tierra 2015
El 5 de diciembre de 2015, Angelia obtiene el título de Miss Tierra 2015 en la ciudad de Viena, en Austria, habiendo competido con 85 participantes de todo el mundo, en la noche final fue coronada por su antecesora Jamie Herrell, también de Filipinas, es la primera vez en el certamen que un mismo país que un país retiene la corona de manera consecutiva, además de convertirse la tercera filipina en ganar el Miss Tierra, la primera en lograrlo fue Karla Henry en 2008.